# Калмурзаев, Сарыбай Султанович
Сарыбай Султанович Калмурзаев (каз. Сарыбай Сұлтанұлы Қалмырзаев; 10 июня 1949, Чуйский район, Джамбульская область — 27 июля 2012, Астана) — казахский государственный деятель, политик.

## Биография
Родился 10 июня 1949 года в совхозе «Новый путь» Чуйского района Джамбулской области. Происходит из рода шымыр племени дулат Старшего жуза.
В 1971 году окончил Московский экономико-статистический институт.
После окончания института работал экономистом, старшим экономистом, заместителем начальника, начальником отдела, начальником управления статистики сельского хозяйства ЦСУ Казахской ССР.
С 1985 по 1987 год — слушатель Академии народного хозяйства. С 1987 года — заместитель начальника ЦСУ Казахской ССР, затем заместитель председателя Государственного комитета Казахской ССР по статистике. С 1991 по 1994 год — заместитель председателя Государственного комитета Республики Казахстан по государственному имуществу.
С октября 1994 по март 1995 года занимал должность председателя Государственного комитета Республики Казахстан по государственному имуществу. С марта 1995 года — председатель Государственного комитета Республики Казахстан по управлению государственным имуществом. В 1997 году — руководитель Администрации Президента Республики Казахстан. В 1998 году — аким Жамбылской области.
В 1999—2002 годах работал руководителем Администрации Президента, в 2002—2003 годах — заместителем руководителя Администрации Президента. В период с 2003—2004 годах и 2008—2011 годах работал управляющим делами Президента. С 2004 по 2008 год — председатель Агентства Республики Казахстан по борьбе с экономической и коррупционной преступностью (финансовая полиция). С апреля 2011 года работал директором РГП «Дирекция государственных резиденций» Управления делами Президента.
Скончался 27 июля 2012 года в Астане после продолжительной болезни.
Похоронен на Кенсайском кладбище Алматы.

## Семья
Сын — Нурбол Султан, мультимиллионер ($113 000 000) владелец АО «Bek Air».

## Награды
- Орден «Первый Президент Республики Казахстан — Лидер Нации Нурсултан Назарбаев» за заслуги перед государством, активную общественную деятельность, значительный вклад в социально-экономическое и культурное развитие страны[6]
- 1981 — Орден «Знак Почёта»
- 1998 — Памятная медаль «Астана»
- 2002 — Орден Парасат (2002)[7]
- 2009 — Благодарственное письмо Первого Президента Республики Казахстан и нагрудный знак «Алтын барыс»
- Награждён государственными, правительственными и юбилейными медалями Республики Казахстан, несколькими почетными грамотами и др.
- Почётный гражданин Жамбылской области (2009) за большой вклад в социально-экономическое развитие области[8]
- Почётный гражданин города Семей (29 сентября 2006 года) За услуги по проведению экономических реформ, приватизации в РК и городе Семипалатинске[9]